# Proclamació de la Segona República Espanyola

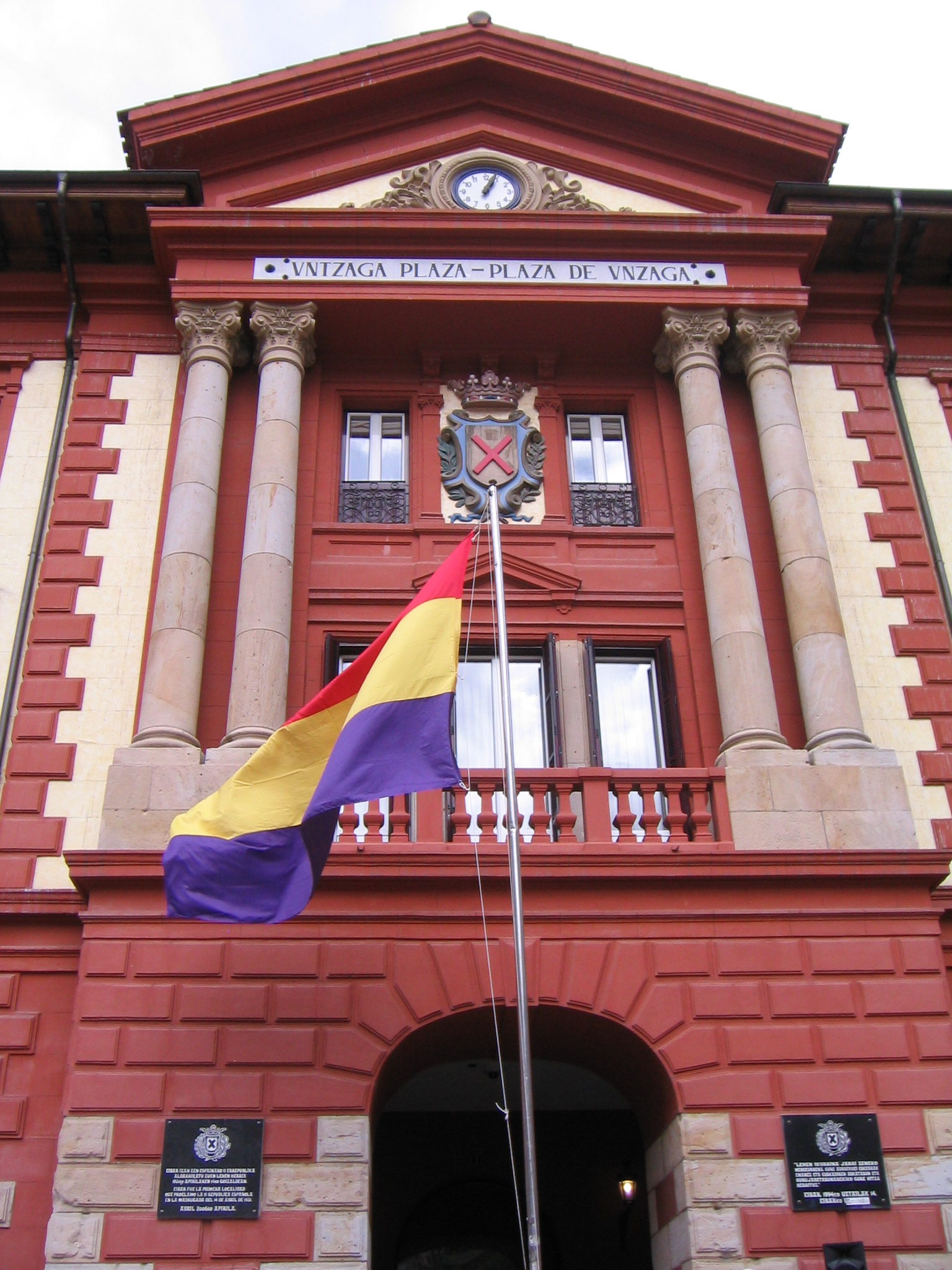
Bandera republicana hissada en el 77 aniversari de la proclamació de la República a Eibar.

La proclamació de la Segona República Espanyola és la instauració el 14 d'abril de 1931 del nou règim polític republicà que va succeir la Monarquia restauracionista d'Alfons XIII, que havia quedat deslegitimada en haver permès la Dictadura de Primo de Rivera (1923-1930) i que havia fracassat en el seu intent de tornada a la "normalitat constitucional" amb la Dictablanda del general Dámaso Berenguer (1930-1931).

## Antecedents

### La "Dictablanda" del general Berenguer
La "dictablanda" del general Berenguer va ser l'últim període de la Restauració caracteritzat pel govern del general Dámaso Berenguer nomenat pel rei Alfons XIII el gener de 1930 perquè restablís la "normalitat constitucional" després de la Dictadura de Primo de Rivera i al que va seguir el breu govern de l'almirall Juan Bautista Aznar-Cabañas, entre febrer i abril de 1931, que donaria pas a la Segona República Espanyola. El terme "dictablanda" va ser utilitzat per la premsa per referir-se a la indefinició del govern de Berenguer que ni va continuar amb la Dictadura anterior, ni va restablir plenament la Constitució espanyola de 1876, ni de bon tros va convocar eleccions a "Corts Constituents" com exigia l'oposició republicana.
El dia 17 d'agost de 1930 va tenir lloc l'anomenat Pacte de Sant Sebastià en la reunió promoguda per l'Aliança Republicana en la qual, pel que sembla (ja que no se'n va estendre acta escrita) es va acordar l'estratègia per posar fi a la Monarquia d'Alfons XIII i proclamar la Segona República Espanyola. A la reunió van assistir segons consta en la "Nota oficiosa" feta pública l'endemà, per l'Aliança Republicana, Alejandro Lerroux, del Partit Republicà Radical, i Manuel Azaña, d'Acció Republicana; pel Partit Radical-Socialista, Marcel·lí Domingo i Sanjuán, Álvaro de Albornoz i Ángel Galarza; per la Dreta Liberal Republicana, Niceto Alcalá-Zamora i Miguel Maura; per Acció Catalana, Manuel Carrasco i Formiguera; per Acció Republicana de Catalunya, Macià Mallol i Bosch; per Estat Català, Jaume Aiguader; i per la Federació Republicana Gallega, Santiago Casares Quiroga. A títol personal també van assistir Indalecio Prieto, Felipe Sánchez Román, i Eduardo Ortega y Gasset, germà del filòsof. Gregorio Marañón no va poder assistir, però va enviar una "entusiàstica carta d'adhesió".
A l'octubre de 1930 es van sumar al Pacte, a Madrid, les dues organitzacions socialistes, el PSOE i la UGT, amb el propòsit d'organitzar una vaga general que fos acompanyada d'una insurrecció militar que fiqués "la Monarquia en els arxius de la Història", tal com es deia en el manifest fet públic a mitjan desembre de 1930. Per dirigir l'acció es va formar un comitè revolucionari integrat per Niceto Alcalá-Zamora, Miguel Maura, Alejandro Lerroux, Diego Martínez Barrio, Manuel Azaña, Marcel·lí Domingo, Álvaro de Albornoz, Santiago Casares Quiroga i Lluís Nicolau d'Olwer, pels republicans, i Indalecio Prieto, Fernando de los Ríos Urruti i Francisco Largo Caballero, pels socialistes.

### Insurrecció de Jaca
El comitè revolucionari republicà-socialista, presidit per Alcalá Zamora, que celebrava les seves reunions a l'Ateneo de Madrid, va preparar la insurrecció militar que seria abrigallada al carrer per una vaga general. Aquest recurs a la violència i a les armes per aconseguir el poder i canviar un règim polític l'havia legitimat el mateix cop d'estat de 1923 que va portar la Dictadura de Primo de Rivera amb l'aprovació del rei.
No obstant això, la vaga general no va arribar a declarar-se i el pronunciament militar va fracassar fonamentalment perquè els capitans Fermín Galán i Ángel García Hernández van revoltar la guarnició de Jaca el 12 de desembre, tres dies abans de la data prevista. Els dos capitans insurrectes van ser sotmesos a un consell de guerra sumaríssim i afusellats. Aquest fet va mobilitzar extraordinàriament a l'opinió pública en memòria d'aquests dos "màrtirs" de la futura República.

## Les eleccions municipals del diumenge 12 d'abril de 1931
Al febrer de 1931 el rei Alfons XIII posava fi a la "dictablanda" del general Berenguer i nomenava nou president a l'almirall Juan Bautista Aznar-Cabañas, que va proposar un nou calendari electoral: se celebrarien primer eleccions municipals el diumenge 12 d'abril, i després eleccions a Corts que tindrien el caràcter de Constituents, per la qual cosa podrien procedir a la revisió de les facultats dels Poders de l'Estat i la precisa delimitació de l'àrea de cadascun (és a dir, reduir les prerrogatives de la Corona) i a una adequada solució al problema de Catalunya. Tothom va entendre que les eleccions eren un plebiscit sobre la Monarquia.
En acabar el Consell de Ministres el rei Alfons XIII crida al seu despatx al ministre Gabriel Maura Gamazo, duc de Maura, perquè intenti contactar amb el seu germà Miguel Maura, que és membre de comitè revolucionari republicà-socialista, per saber quines són les pretensions exactes dels republicans. El marquès de la Cañada Profunda serà el que acudeixi a casa de Miguel Maura qui es manté ferm en la seva postura de demanar l'abdicació del rei.
Segons els resultats electorals que van arribant al Ministeri de la Governació, a la Puerta del Sol de Madrid, les candidatures republicà-socialistes guanyen a 41 de les 50 capitals de província, encara que a les zones rurals són els monàrquics els que triomfen perquè el vell caciquisme seguia funcionant, per aquest motiu en total hi hagués més regidors monàrquics que republicans. Però estava clar que allí on el vot havia estat lliure la victòria havia estat per als partidaris de la República. Era la primera vegada en la història d'Espanya que un govern era derrotat en unes eleccions.
A Madrid, els regidors republicans triplicaven als monàrquics, i a Barcelona els quadruplicaven. Si les eleccions s'havien convocat com una prova per sospesar el suport a la monarquia i les possibilitats de modificar la llei electoral abans de la convocatòria d'eleccions Generals, els partidaris de la república van considerar tals resultats com un plebiscit a favor de la seva instauració immediata. El marquès de Hoyos arribaria a dir que "les notícies dels pobles importants eren, com les de les capitals de província, desastroses."
Depenent d'autors, hi ha diferents interpretacions dels resultats.

## El dilluns 13 d'abril
A dos quarts d'onze del matí el president Aznar entrava al Palau d'Oriente de Madrid per celebrar el Consell de Ministres. Preguntat pels periodistes sobre si hi hauria crisi de govern, Aznar va contestar:
| « | Que si hi haurà crisi? Què mes crisi desitgen vostès que la d'un país que es fica al llit monàrquic i es desperta republicà? | » |

En la reunió del Govern el ministre de Foment Juan de la Cierva y Peñafiel defensa la resistència: "Cal constituir un govern de força, implantar la censura i resistir". Rep el suport de dos altres ministres, Gabino Bugallal Araujo, comte de Bugallal, i Manuel García Prieto, marquès d'Alhucemas. La resta de ministres, encapçalats pel comte de Romanones, pensen que està tot perdut, sobretot quan es van rebent les respostes vacil·lants dels capitans generals al telegrama que els ha enviat hores abans el ministre de la guerra, el general Dámaso Berenguer, i en el qual els ha aconsellat seguir "el curs que els imposi la suprema voluntat nacional".
En acabar el Consell de Ministres el rei Alfons XIII crida al seu despatx al ministre Gabriel Maura Gamazo, duc de Maura, perquè intenti contactar amb el seu germà Miguel Maura, que és membre de comitè revolucionari republicà-socialista, per saber quines són les pretensions exactes dels republicans. El marquès de la Cañada Honda serà el que vagi a casa de Miguel Maura, qui es manté ferm en la seva postura de demanar l'abdicació del rei.
Aquesta mateixa tarda el comitè revolucionari republicà-socialista fa públic un comunicat en el qual diu que el resultat de les eleccions ha estat "desfavorable a la Monarquia [i] favorable a la República" i anuncia el seu propòsit d'"actuar amb energia i prestesa a fi de donar immediata efectivitat a[els] afanys [d'aquesta Espanya, majoritària, anhelant i juvenil] implantant la República".
A la nit corre el rumor per Madrid que Alfons XIII havia abandonat la capital per dirigir-se a la frontera i es formen algunes manifestacions espontànies per festejar la marxa del rei. En la matinada del dilluns al dimarts el comte de Romanones envia una nota al rei en la qual li demana que al matí reunixi al Consell de ministres i "rebi la renúncia del Rei". Aquesta mateixa matinada el rei telefona al sotssecretari del Ministeri de la Governació, Mariano Marfil i li exigeix que dissolgui la concentració que s'ha format en la Puerta del Sol però aquest li contesta que el capità al comandament li ha dit que no "pot ordenar per força que surti, perquè els soldats no li obeirien". "És el que em quedava per saber", li respon el rei. A l'estona el torna a cridar perquè li busqui una ruta de sortida segura per abandonar Espanya (que serà la de Cartagena) i li prepari un cotxe d'escorta per a la tarda. A continuació Marfil parla amb el general José Sanjurjo, director general de la Guàrdia Civil.

## El dimarts 14 d'abril

### La proclamació de la República a Eibar
Eibar va ser la primera ciutat a alçar la bandera tricolor, la matinada del dimarts 14 d'abril de 1931, a dos quarts de set del matí. La corporació municipal recentment escollida en les eleccions del diumenge (10 regidors socialistes, 8 republicans i 1 del PNB) va proclamar a Eibar la Segona República Espanyola. La bandera tricolor va ser hissada pel regidor més jove de la nova corporació, Mateo Careaga, que era militant d'Acció Republicana. Aquest fet suposava una profunda transformació de la distribució del poder, ja que per primera vegada van accedir-hi les classes mitjanes i els treballadors. Quan es va confirmar la proclamació a Barcelona, el poble es va concentrar enfront de l'ajuntament per retirar la placa amb el nom de Plaça d'Alfons XIII i col·locar la nova placa de Plaça de la República, improvisada en cartró.
L'escriptor eibarrés Toribio Etxebarria redacta, en el seu llibre Viaje por el país de los recuerdos la proclamació de la Segona República Espanyola a Eibar d'aquesta forma:
| « | ...i abans de les sis del matí el poble s'havia congregat a la plaça que s'anava a anomenar de la República, i els regidors electes del diumenge, per la seva banda, havent-se presentat a la Casa Consistorial amb la intenció de fer valer la seva investidura des d'aquell instant, es van constituir en sessió solemne, acordant per unanimitat proclamar la República. Tot seguit va ser hissada la bandera tricolor en la balconada central de l'ajuntament, i Juan de los Toyos va adonar des d'ell al poble congregat, que a partir d'aquella hora els espanyols estàvem vivint en República. | » |

### La proclamació de la República a València
Després d'Eibar, al llarg del dimarts 14 d'abril es va proclamar la República des de les balconades dels ajuntaments de les principals ciutats ocupats pels nous regidors. Un exemple del que va ocórrer aquell dia pot ser València.
Al llarg del matí del 14 d'abril els carrers de la ciutat es van anar omplint de gent que celebrava el triomf de la candidatura republicana-socialista, anonenada Aliança Antidinàstica, que estava liderada pel blasquista Partit d'Unió Republicana Autonomista (PURA) el màxim dirigent de la qual era Sigfrido Blasco-Ibáñez, fill del fundador del partit, el conegut polític i escriptor Vicent Blasco Ibáñez, que havia mort tres anys abans. Els altres partits que integraven l'Aliança Antidinàstica, que havia obtingut 36.738 vots i 32 regidors (enfront dels 12.420 vots i 18 regidors dels monàrquics), eren el PSOE, la Dreta Liberal Republicana, el Partit Reformista Democràtic, i el partit valencianista Agrupació Valencianista Republicana. Una novetat que s'apreciava aquell matí era que, a diferència del dia anterior en què la guàrdia civil havia dissolt als manifestants que cridaven “Visca la República!” causant diversos ferits, ara es limitava a mirar sense intervenir. Els partits de l'Aliança Antidinàstica, que van formar una Junta Provisional Republicana, van repartir octavetes anunciant que la República era ja un “fet definitiu” i demanant que si l'Exèrcit apareixia als carrers fos vitorejat, perquè “ja no és la milícia de pretor, és l'Exèrcit de la Nació i mereix tots els respectes”.
A les quatre de la tarda la multitud es va concentrar enfront de la seu del diari del PURA El Pueblo, al carrer Don Joan d'Àustria, on es trobaven reunits els regidors republicans electes i la Junta Provisional Republicana, esperant notícies de Madrid. A continuació la Junta Provisional Republicana i els regidors electes encapçalats per Sigfrido Blasco-Ibánez es van dirigir cap a l'Ajuntament per prendre possessió del govern de la ciutat. Allí Sigfrido Blasco-Ibáñez va proclamar la República davant la multitud que es congregava en la plaça de Castelar i eren hissades la bandera del País Valencià i la bandera republicana. Després es va formar una manifestació encapçalada per la Junta Provisional Republicana que es va dirigir, primer, a la seu del govern civil i, després, a la Capitania General, per demanar que fos hissada la bandera republicana als dos edificis, al que tant el governador civil, Luis Amado, com el capità general, Eladio Pin Ruano, es van negar, mentre no rebessin ordres de Madrid. Durant aquesta tarda les funcions dels teatres i dels cinemes van ser interrompudes per sentir la Marsellesa i l'Himne de l'Exposició, i alguns grups es van dedicar a pintar de morat les banderes dels estancs i les que assenyalaven les parades dels tramvies.
A les nou de la nit els regidors i els dirigents dels partits de l'Aliança Antidinàstica es van reunir a l'Ajuntament (envaït per la multitud que omplia les escales, els vestíbuls i els salons, i que també abarrotava la plaça de Castelar) i allí elegiren com a alcalde provisional de la ciutat Vicent Marco i Miranda. Així mateix es va redactar un bàndol “Al poble valencià” en el que es deia: “La República ha estat implantada per la via legal, donant al món un exemple únic en la Història. Que la seua defensa i consolidació siguen també exemplars”. Quan estaven reunits es va rebre un telegrama de salutació de Francesc Macià (el líder d'Esquerra Republicana de Catalunya, que acabava de proclamar la República Catalana a Barcelona) dirigit al “poble valencià, unit a Catalunya per gloriosos vincles històrics de sang i de llengua”. La resposta del nou alcalde Marco Miranda va ser: “València correspon salutació Catalunya admirable en una abraçada de germanor, cridant visca el poble català, visca Espanya republicana”. L'endemà, 15 d'abril, va ser declarat festiu, i a la tarda va haver-hi una desfilada militar encapçalada pel mateix capità general qui, davant de l'Ajuntament, va retre homenatge a la nova bandera.

### La proclamació de laRepública Catalanaa Barcelona

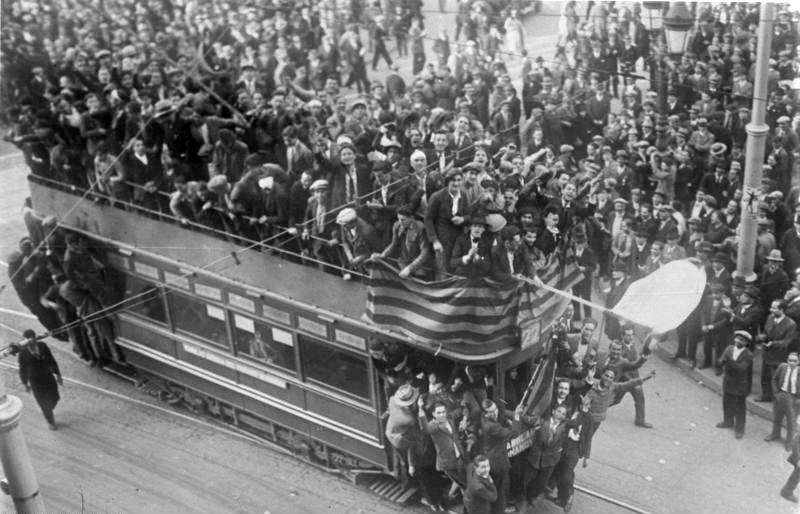
Proclamació de la Segona República a Barcelona.

Al voltant de dos quarts de dues de la tarda del 14 d'abril, Lluís Companys, un dels líders d'Esquerra Republicana de Catalunya que havia obtingut una ressonant victòria en les eleccions municipals del 12 d'abril (25 regidors, enfront dels 12 de la Lliga Regionalista i a altres 12 de la candidatura republicana-socialista), va sortir a la balconada de l'Ajuntament de Barcelona, en la Plaça de Sant Jaume que en aquests moments no estava molt concorreguda, per proclamar la República i hissar la bandera republicana
Al voltant d'una hora després i des de la mateixa balconada, on ja onejava també la bandera de Catalunya, el líder d'Esquerra Francesc Macià es va dirigir a la multitud concentrada a la plaça i va proclamar, en nom del poble de Catalunya, "L'Estat Català, que amb tota la cordialitat procurarem intergrar a la Federació de Repúbliques Ibèriques". Així doncs, abans que es proclamés la República a Madrid, Macià donava per constituït un Estat català i definia la forma d'Estat de la nova República "ibèrica" com federal o confederal. A mitja tarda Macià de nou es dirigia a la multitud però aquesta vegada des de la balconada de la Diputació de Barcelona, situat enfront de l'Ajuntament a la mateixa plaça de Sant Jaume, per comunicar-los que havia pres possessió del govern de Catalunya, afirmant a continuació que "d'aquí no ens trauran sinó morts". A continuació va signar un manifest al palau de la Diputació en què proclamava de nou l'"Estat Català" sota la forma de "una República Catalana", que demanava als altres "pobles d'Espanya" la seva col·laboració per crear una "Confederació de Pobles Ibèrics"
Immediatament Macià va començar exercir el poder i va destituir al capità general Despujols, nomenant en el seu lloc al general Eduardo López Ochoa i va designar nou governador civil de Barcelona al seu company de partit Lluís Companys. Així mateix va nomenar als membres del seu govern, dominat per l'Esquerra Republicana de Catalunya, en el qual va incloure a un representant del Partit Republicà Radical i un altre del PSOE, però cap de la Lliga Regionalista (al carrer alguns cridaven "Visca Macià i mori Cambó!")
Una tercera declaració de Macià, per escrit com la segona, es va produir a última hora de la tarda, quan es va saber que la República havia estat proclamada a Madrid i el rei Alfons XIII abandonava el país, en la qual, després de fer referència als suposats acords aconseguits en el "Pacte de Sant Sebastià", es va proclamar "La República Catalana com Estat integrant de la Federació Ibèrica". La proclamació de la "República Catalana", diferenciada de la República Espanyola, serà el problema més urgent que haurà de resoldre el "Govern Provisional". (Tres dies després diversos ministres del Govern Provisional republicà van viatjar ràpidament de Madrid a Barcelona per persuadir a Macià que abandonés la seva idea i es mostrés favorable a l'adopció d'un estatut d'autonomia promulgat per les Corts, cosa a la qual va accedir).

### Madrid: proclamació de la República i caiguda de la Monarquia
A primeres hores del matí del 14 d'abril el general José Sanjurjo, director de la Guàrdia Civil es dirigeix a la casa de Miguel Maura on es troben reunits els membres del comitè revolucionari que no estaven exiliats a França, ni amagats: Niceto Alcalá-Zamora, Francisco Largo Caballero, Fernando de los Ríos Urruti, Santiago Casares Quiroga, i Álvaro de Albornoz. Res més entrar a la casa el general Sanjurjo es quadra davant Maura i li diu: "A les seves ordres senyor ministre". Immediatament avisen Manuel Azaña i Alejandro Lerroux, que es trobaven amagats a Madrid des de feia mesos, perquè acudeixin a casa de Maura (els quatre membres del comitè que es trobaven a França, Diego Martínez Barrio, Indalecio Prieto, Marcel·lí Domingo i Lluís Nicolau d'Olwer, iniciaran de seguida la seva tornada). Per la seva banda el rei Alfonso XIII li demana al comte de Romanones, vell conegut de Niceto Alcalá-Zamora, que es posi en contacte amb ell perquè, com a president del comitè revolucionari, li garanteixi la seva sortida pacífica d'Espanya i la de la seva família. A dos quarts de dues del migdia té lloc l'entrevista a casa del doctor Gregorio Marañón, que havia estat metge del rei i que ara recolzava la causa republicana. El comte de Romanones proposà Alcalá-Zamora crear una espècie de govern de transició o fins i tot l'abdicació del rei a favor del Príncep d'Astúries. Però Alcalá-Zamora exigeix que el rei surti del país "abans que es posi el sol". I li adverteix: "Si abans de fer-se fosc no s'ha proclamat la república, la violència del poble pot provocar la catàstrofe". El comte torna a Palau a informar al rei i Alcalá-Zamora a casa de Maura, on coneix amb la resta de membres del comitè revolucionari la proclamació de l'"Estat Català" que ha fet Macià a Barcelona.
A primeres hores de la tarda uns funcionaris socialistes hissen la bandera tricolor republicana a la part alta de l'edifici de Correus i Telègrafs de la plaça de La Cibeles. Corre la notícia i una multitud es concentra a la plaça, i des d'allí es dirigeix pel carrer d'Alcalá cap a la Puerta del Sol, on es troba el Ministeri de la Governació. Molts porten banderes republicanes i alguns retrats dels capitans Fermín Galán i Ángel García Hernández, executats per la insurrecció de Jaca. Un grup derroca l'estàtua de la reina Isabel II d'Espanya del seu pedestal i l'arrossega fins al convent de las Arrepentidas.
Una altra multitud es congrega davant el palau d'Oriente, però desenes de joves amb braçalets vermells, la majoria d'ells obrers socialistes, formaren un cordó unint els braços per a impedir que la gent s'hi aproximés i hi van restar de guàrdia tota la nit.
Assabentats del que està passant, els membres del comitè revolucionari es dirigeixen a la Porta del Sol. Quan arriben Miguel Maura crida a la porta del Ministeri i crida: "Senyors, pas al Govern de la República". Els guàrdies civils de l'entrada es quadren i presenten armes. A continuació el comitè revolucionari es constitueix en "Govern Provisional" de la República i designa Niceto Alcalá-Zamora com el seu president. Eren les vuit del vespre del 14 d'abril. A aquesta mateixa hora el rei s'acomiadava dels nobles i grans d'Espanya que havien acudit al Palau d'Oriente i abandonava Madrid amb cotxe en direcció a Cartagena, on cap a les quatre de la matinada embarcava en el creuer Príncep d'Astúries rumb a Marsella. Poques hores després la reina i la resta de la família real van abandonar Madrid amb tren en direcció a la frontera amb França.
El dia 16 d'abril es va fer públic el següent manifest, redactat pel Duc de Maura, germà del líder republicà Miguel Maura, i que el dia 17 només va publicar el diari ABC, en portada, acompanyat d'una "Nota del Govern sobre el missatge":
| « | Les eleccions celebrades el diumenge em revelen clarament que no tinc avui l'amor del meu poble. La meva consciència em diu que aquest desviament no serà definitiu, perquè vaig procurar sempre servir a Espanya, posat l'únic afany en l'interès públic fins a en les més crítiques conjuntures. Un rei pot equivocar-se, i sens dubte vaig errar jo alguna vegada; però sé bé que la nostra pàtria es va mostrar en tot temps generosa davant les culpes sense malícia. Sóc el rei de tots els espanyols, i també un espanyol. Trobaria mitjans sobrats per mantenir les meves règies prerrogatives, en forcejament eficaç amb qui les combaten. Però, decididament, vull apartar-me de tot el que sigui llançar a un compatriota contra un altre en fratricida guerra civil. No renuncio a cap dels meus drets, perquè més que meus són dipòsit acumulat per la Història, de la custòdia de la qual ha de demanar-me un dia explica rigorosa. Espero a conèixer l'autèntica i adequada expressió de la consciència col·lectiva, i mentre parla la nació suspenc deliberadament l'exercici del Poder Reial i m'aparto d'Espanya, reconeixent-la així com única senyora del seu destí. També ara crec complir el deure que em dicta el meu amor a la Pàtria. Demano a Déu que tan profund com jo ho sentin i ho compleixin els altres espanyols. | » |

Alfons XIII va abandonar el país sense abdicar formalment i es va traslladar des de Marsella a París (on va declarar: "La República és una tempesta que passarà ràpidament") fixant posteriorment la seva residència en Roma. El gener de 1941 va abdicar en favor del seu tercer fill, Joan. Va morir el 28 de febrer del mateix any.

## La "festa popular revolucionària"
La República no havia arribat per efecte d'una conspiració d'elits polítiques recolzada per un pronunciament militar seguit d'una revolta popular (com en la "Revolució Gloriosa" de 1868), ni com a conseqüència d'un buit de poder provocat per l'abdicació del rei (com al febrer de 1873 quan es va proclamar la Primera República Espanyola). L'abril del 1931 el rei s'havia marxat empès per 
| « | una festa popular revolucionària, iniciada a Eibar en les primeres hores del matí del dia 14 d'abril de 1931 i perceptible a Madrid -com a tantes altres ciutats- quan el jornaler dels extraradis, l'artesà i l'obrer dels barris baixos, les obreres del tèxtil o de les noves indústries químiques, l'estudiant, el professional i l'intel·lectual dels eixamples es donin cita a primeres hores de la tarda en la Porta del Sol per celebrar el resultat de les eleccions municipals del dia 12 i proclamar festivament la República. Va ser, en fi, aquesta mobilització la que va donar el seu primer caràcter al republicanisme, un sentiment sense arrels profundes en la societat, tan ampli com a difús, emotiu, gens estructurat, sense partits, gairebé sense afiliats; un republicanisme que havia avançat, incontenible pels cafès, les sales de conferències, els carrers, en les consciències i en els cors, sense que al mateix temps progressés en organització i en definició programàtica. | » |

Així doncs, com ha recordat Julián Casanova:
| « | La República no va ser la conquesta d'un moviment republicà amb arrels socials profundes, sinó el resultat d'una mobilització popular contra la Monarquia, que va recollir els fruits en el moment en què a la Monarquia li van fallar tots els seus suports socials i institucionals | » |